# Поспелов, Семён Михайлович
Семён Михайлович Поспелов (1816—1888) — протоиерей Русской православной церкви, духовный писатель

 и педагог; магистр богословия.

## Биография
Семён Поспелов родился в 1816 году в семье дьякона Московской епархии. Воспитывался в Вифанской духовной семинарии и, с 1836 года, в Московской духовной академии.
По окончании обучения 17 сентября 1840 года, Поспелов был 3 апреля 1841 года определён был учителем во Владимирскую духовную семинарию, а 8 августа того же года был возведён в степень магистра богословия за представленную им диссертацию «О таинстве миропомазания», которая была напечатана в городе Москве в 1840 года.
27 августа 1841 года Семён Михайлович Поспелов был переведён руководством в Вифанскую духовную семинарию для преподавания Священного писания, чтения греческих писателей и связанных с этим дисциплин.
Пробыв учителем в родной гимназии около семи лет, Поспелов был 27 июля 1847 года был рукоположен в дьякона, а 28 в священника с причислением к Архангельскому Собору и в ноябре 1848 года был освобождён от педагогической деятельности.
После этого он был священником и протоиереем в Московской Сергиевской и в Рогожской церкви; в этом звании Семён Михайлович Поспелов и умер 18(30) апреля 1888 года в городе Москве.
Им было издано исследование «Преподобный Дионисий, архимандрит Троицко-Сергиева монастыря» в журнале «Чтения в московском обществе любителей духовного просвещения» (1865 год, книга 2, стр. 24—68).